# National Steel and Shipbuilding Company
National Steel and Shipbuilding Company, comúnmente conocida como NASSCO, es una empresa estadounidense de construcción naval con cuatro astilleros situados en San Diego, Norfolk, Bremerton y Jacksonville. Es una división de General Dynamics. NASSCO posee una planta de fabricación subsidiaria con TIMSA en Mexicali, México. El astillero de San Diego está especializado en la construcción de cargueros comerciales y buques auxiliares para la Marina de los Estados Unidos y el Mando Militar de Transporte Marítimo; es el único astillero de nueva construcción de la costa oeste de los Estados Unidos. NASSCO realiza reparaciones y conversiones de buques para la Marina de los EE. UU. en los cuatro astilleros: San Diego, Norfolk, Bremerton y Mayport.